# Hypocalymma melaleucoides
Hypocalymma melaleucoides là một loài thực vật có hoa trong Họ Đào kim nương. Loài này được Gardner ex Strid & Keighery mô tả khoa học đầu tiên năm 2002.